# Vit prickskål
Vit prickskål (Ascobolus sacchariferus) är en svampart som beskrevs av Brumm. 1967. Vit prickskål ingår i släktet Ascobolus och familjen Ascobolaceae. Arten är reproducerande i Sverige. Inga underarter finns listade i Catalogue of Life.